# Eriborus molestae
Eriborus molestae är en stekelart som först beskrevs av Tohru Uchida 1933.  Eriborus molestae ingår i släktet Eriborus och familjen brokparasitsteklar. Inga underarter finns listade i Catalogue of Life.